# Tour de Ski 2021-2022
Navigation
2021 2023
La 16e édition du Tour de Ski se déroule du 28 décembre 2021 au 4 janvier 2022. Cette compétition, intégrée à la coupe du monde 2021-2022, est organisée par la Fédération internationale de ski. L'épreuve comprend six étapes constituant un parcours entamé à Lenzerheide en Suisse, avant de faire étape à Oberstdorf, en Allemagne et à Val di Fiemme en Italie.
Les tenants du titre sont le Russe Alexander Bolshunov chez les hommes et l'Américaine Jessica Diggins chez les femmes.

## Calendrier
| Étape | Lieu          | Date             | Épreuves                                         | Distance | Distance | Heures de départ | Heures de départ |
| Étape | Lieu          | Date             | Épreuves                                         | Femmes   | Hommes   | Femmes           | Hommes           |
| ----- | ------------- | ---------------- | ------------------------------------------------ | -------- | -------- | ---------------- | ---------------- |
| 1     | Lenzerheide   | 28 décembre 2021 | Sprint - Style Libre                             | 1,5 km   | 1,5 km   | 14 h 00          | 14 h 00          |
| 2     | Lenzerheide   | 29 décembre 2021 | Poursuite - Style Classique                      | 10 km    | 15 km    | 13 h 30          | 15 h 05          |
| 3     | Oberstdorf    | 31 décembre 2021 | Départ en ligne - Style Libre                    | 10 km    | 15 km    | 12 h 55          | 15 h 25          |
| 4     | Oberstdorf    | 1er janvier 2022 | Sprint - Style Classique                         | 1,2 km   | 1,5 km   | 12 h 00          | 12 h 00          |
| 5     | Val di Fiemme | 3 janvier 2022   | Départ en ligne - Style Classique                | 10 km    | 15 km    | 12 h 40          | 14 h 50          |
| 6     | Val di Fiemme | 4 janvier 2022   | Ascension finale : Départ en ligne - Style Libre | 10 km    | 10 km    | 11 h 30          | 15 h 25          |

## Classements

### Classement général
| Pos | Nom                     | Temps             |
| --- | ----------------------- | ----------------- |
| 1   | Johannes H. Klæbo       | 2 h 24 min 56 s 0 |
| 2   | Alexander Bolshunov     | + 2 min 3 s 2     |
| 3   | Iivo Niskanen           | + 3 min 14 s 5    |
| 4   | Denis Spitsov           | + 3 min 21 s 5    |
| 5   | Pål Golberg             | + 4 min 8 s 3     |
| 6   | Ivan Yakimushkin        | + 4 min 28 s 0    |
| 7   | Didrik Tønseth          | + 4 min 42 s 2    |
| 8   | Erik Valnes             | + 4 min 58 s 4    |
| 9   | Harald Østberg Amundsen | + 5 min 13 s 4    |
| 10  | Calle Halfvarsson       | + 5 min 33 s 00   |

| Pos | Nom               | Temps             |
| --- | ----------------- | ----------------- |
| 1   | Natalia Nepryaeva | 1 h 59 min 38 s 5 |
| 2   | Ebba Andersson    | + 46 s 7          |
| 3   | Heidi Weng        | + 1 min 7 s 7     |
| 4   | Krista Pärmäkoski | + 1 min 48 s 6    |
| 5   | Kerttu Niskanen   | + 1 min 52 s 0    |
| 6   | Tatiana Sorina    | + 2 min 24 s 7    |
| 7   | Teresa Stadlober  | + 2 min 35 s 5    |
| 8   | Jessica Diggins   | + 3 min 15 s 8    |
| 9   | Katharina Hennig  | + 3 min 21 s 3    |
| 10  | Tiril Udnes Weng  | + 3 min 38 s 6    |

### Classement des sprints
| Pos | Nom                     | Points |
| --- | ----------------------- | ------ |
| 1   | Johannes Høsflot Klæbo  | 111    |
| 2   | Erik Valnes             | 80     |
| 3   | Alexander Bolshunov     | 64     |
| 4   | Pål Golberg             | 56     |
| 5   | Iivo Niskanen           | 35     |
| 6   | Calle Halfvarsson       | 30     |
| 7   | Martin Løwstrøm Nyenget | 24     |
| 8   | Even Northug            | 20     |
| 9   | Federico Pellegrino     | 18     |
| 10  | Sjur Røthe              | 16     |

| Pos | Nom               | Points |
| --- | ----------------- | ------ |
| 1   | Johanna Hagström  | 60     |
| 2   | Jessica Diggins   | 59     |
| 3   | Natalia Nepryaeva | 55     |
| 4   | Ebba Andersson    | 53     |
| 5   | Heidi Weng        | 51     |
| 6   | Anamarija Lampič  | 36     |
| 7   | Krista Pärmäkoski | 33     |
| 8   | Johanna Matintalo | 23     |
| 9   | Tatiana Sorina    | 21     |
| 10  | Kerttu Niskanen   | 20     |

## Détail des étapes

### Étape 1
28 décembre 2021, Lenzerheide, Suisse
- Les 30 sprinters qualifiés pour les 1/4 de finale bénéficient d'un bonus en secondes réparti comme suit :
  - Finale : 60–54–48–46–44–42
  - Demi-finale : 32–30–28–26–24–22
  - Quart de finale : 10–10–10–8–8–8–8–8–6–6–6–6–6–4–4–4–4–4

| Pos | Nom                    | Temps         | BS |
| --- | ---------------------- | ------------- | -- |
| 1   | Johannes Høsflot Klæbo | 2 min 39 s 04 | 60 |
| 2   | Richard Jouve          | + 0 s 99      | 54 |
| 3   | Lucas Chanavat         | + 1 s 26      | 48 |
| 4   | Erik Valnes            | + 1 s 49      | 46 |
| 5   | Federico Pellegrino    | + 1 s 81      | 44 |
| 6   | Paal Golberg           | + 2 s 01      | 42 |

| Pos | Nom               | Temps        | BS |
| --- | ----------------- | ------------ | -- |
| 1   | Jessica Diggins   | 3 min 3 s 04 | 60 |
| 2   | Mathilde Myhrvold | + 0 s 13     | 54 |
| 3   | Anamarija Lampič  | + 0 s 30     | 48 |
| 4   | Julia Kern        | + 0 s 59     | 46 |
| 5   | Anna Dyvik        | + 3 s 92     | 44 |
| 6   | Coletta Rydzek    | + 5 s 40     | 42 |

### Étape 2
29 décembre 2021, Lenzerheide, Suisse
| Pos | Nom                     | Temps          |
| --- | ----------------------- | -------------- |
| 1   | Iivo Niskanen           | 34 min 51 s 7  |
| 2   | Alexander Bolshunov     | + 19 s 3       |
| 3   | Pål Golberg             | + 25 s 2       |
| 4   | Johannes Høsflot Klæbo  | + 34 s 3       |
| 5   | Ivan Yakimushkin        | + 34 s 6       |
| 6   | Francesco De Fabiani    | + 54 s 1       |
| 7   | Denis Spitsov           | + 55 s 7       |
| 8   | Erik Valnes             | + 59 s 6       |
| 9   | Martin Løwstrøm Nyenget | + 1 min 14 s 0 |
| 10  | Didrik Tønseth          | + 1 min 16 s 1 |

| Pos | Nom                | Temps        |
| --- | ------------------ | ------------ |
| 1   | Kerttu Niskanen    | 27 min 4 s 0 |
| 2   | Ebba Andersson     | + 18 s 2     |
| 3   | Natalia Nepryaeva  | + 30 s 5     |
| 4   | Krista Pärmäkoski  | + 34 s 0     |
| 5   | Frida Karlsson     | + 44 s 6     |
| 6   | Teresa Stadlober   | + 45 s 8     |
| 7   | Yulia Stupak       | + 48 s 1     |
| 8   | Tatiana Sorina     | + 48 s 3     |
| 9   | Johanna Matintalo  | + 55 s 0     |
| 10  | Anne Kjersti Kalvå | + 55 s 7     |

### Étape 3
31 décembre 2021, Oberstdorf, Allemagne
| Pos | Nom                    | Temps         |
| --- | ---------------------- | ------------- |
| 1   | Johannes Høsflot Klæbo | 32 min 26 s 4 |
| 2   | Alexander Bolshunov    | + 3 s 4       |
| 3   | Sjur Røthe             | + 4 s 0       |
| 4   | Andrew Musgrave        | + 5 s 6       |
| 5   | Francesco De Fabiani   | + 23 s 6      |
| 6   | Calle Halfvarsson      | + 23 s 6      |
| 7   | Clément Parisse        | + 25 s 1      |
| 8   | Hugo Lapalus           | + 27 s 8      |
| 9   | Pål Golberg            | + 30 s 8      |
| 10  | Ivan Yakimushkin       | + 35 s 2      |

| Pos | Nom                | Temps         |
| --- | ------------------ | ------------- |
| 1   | Jessica Diggins    | 21 min 30 s 8 |
| 2   | Frida Karlsson     | + 0 s 5       |
| 3   | Tatiana Sorina     | + 0 s 8       |
| 4   | Ebba Andersson     | + 1 s 2       |
| 5   | Heidi Weng         | + 2 s 6       |
| 6   | Katharina Hennig   | + 3 s 5       |
| 7   | Teresa Stadlober   | + 4 s 5       |
| 8   | Natalia Nepryaeva  | + 8 s 0       |
| 9   | Delphine Claudel   | + 12 s 1      |
| 10  | Anne Kjersti Kalvå | + 18 s 5      |

### Étape 4
1er janvier 2022, Oberstdorf, Allemagne
- Les 30 sprinters qualifiés pour les 1/4 de finale bénéficient d'un bonus en secondes réparti comme suit :
  - Finale : 60–54–48–46–44–42
  - Demi-finale : 32–30–28–26–24–22
  - Quart de finale : 10–10–10–8–8–8–8–8–6–6–6–6–6–4–4–4–4–4

| Pos | Nom                    | Temps         | BS |
| --- | ---------------------- | ------------- | -- |
| 1   | Johannes Høsflot Klæbo | 2 min 54 s 77 | 60 |
| 2   | Erik Valnes            | + 0 s 37      | 54 |
| 3   | Paal Golberg           | + 3 s 35      | 48 |
| 4   | Even Northug           | + 3 s 39      | 46 |
| 5   | Calle Halfvarsson      | + 3 s 90      | 44 |
| 6   | Francesco De Fabiani   | + 11 s 71     | 42 |

| Pos | Nom               | Temps          | BS |
| --- | ----------------- | -------------- | -- |
| 1   | Natalia Nepryaeva | 2 min 42 s 05  | 60 |
| 2   | Johanna Hagström  | + 0 s 32       | 54 |
| 3   | Johanna Matintalo | + 0 s 86       | 48 |
| 4   | Anamarija Lampič  | + 1 s 29       | 46 |
| 5   | Mathilde Myhrvold | + 4 s 22       | 44 |
| 6   | Tatiana Sorina    | + 0 min 7 s 53 | 42 |

### Étape 5
3 janvier 2022, Val di Fiemme, Italie
- Bonus
  - Sprint intermédiaire hommes et bonus pour les 10 premiers sprinteurs : 15-12-10-8-6-5-4-3-2-1
  - Sprint intermédiaire femmes et bonus pour les 10 premières sprinteuses : 15-12-10-8-6-5-4-3-2-1

| Pos | Nom                     | Temps         |
| --- | ----------------------- | ------------- |
| 1   | Johannes Høsflot Klæbo  | 41 min 31 s 2 |
| 2   | Iivo Niskanen           | + 20 s 8      |
| 3   | Alexey Chervotkin       | + 23 s 7      |
| 4   | Denis Spitsov           | + 24 s 0      |
| 5   | Alexander Bolshunov     | + 27 s 9      |
| 6   | Didrik Tønseth          | + 40 s 1      |
| 7   | Erik Valnes             | + 50 s 0      |
| 8   | Hugo Lapalus            | + 54 s 1      |
| 9   | Ivan Yakimushkin        | + 56 s 2      |
| 10  | Harald Østberg Amundsen | + 56 s 5      |

| Pos | Nom               | Temps         |
| --- | ----------------- | ------------- |
| 1   | Natalia Nepryaeva | 29 min 51 s 3 |
| 2   | Heidi Weng        | + 3 s 7       |
| 3   | Krista Pärmäkoski | + 4 s 8       |
| 4   | Ebba Andersson    | + 7 s 5       |
| 5   | Katharina Hennig  | + 10 s 9      |
| 6   | Teresa Stadlober  | + 14 s 3      |
| 7   | Kerttu Niskanen   | + 43 s 5      |
| 8   | Tiril Udnes Weng  | + 51 s 2      |
| 9   | Johanna Matintalo | + 51 s 3      |
| 10  | Tatiana Sorina    | + 53 s 1      |

| Nom                     | Temps |
| ----------------------- | ----- |
| Johannes Høsflot Klæbo  | 15    |
| Iivo Niskanen           | 12    |
| Didrik Tønseth          | 10    |
| Denis Spitsov           | 8     |
| Martin Løwstrøm Nyenget | 6     |
| Harald Østberg Amundsen | 5     |
| Erik Valnes             | 4     |
| Alexey Chervotkin       | 3     |
| Alexander Bolshunov     | 2     |
| Hugo Lapalus            | 1     |

| Nom               | Temps |
| ----------------- | ----- |
| Ebba Andersson    | 15    |
| Heidi Weng        | 12    |
| Krista Pärmäkoski | 10    |
| Katharina Hennig  | 8     |
| Natalia Nepryaeva | 6     |
| Teresa Stadlober  | 5     |
| Kerttu Niskanen   | 4     |
| Tatiana Sorina    | 3     |
| Tiril Udnes Weng  | 2     |
| Anne Kyllönen     | 1     |

### Étape 6
4 janvier 2022, Val di Fiemme, Italie
| Pos | Nom                     | Temps         |
| --- | ----------------------- | ------------- |
| 1   | Sjur Røthe              | 31 min 42 s 1 |
| 2   | Denis Spitsov           | + 2 s 4       |
| 3   | Friedrich Moch          | + 18 s 9      |
| 4   | Lucas Bögl              | + 30 s 0      |
| 5   | Johannes Høsflot Klæbo  | + 34 s 9      |
| 6   | Irineu Esteve Altimiras | + 37 s 0      |
| 7   | Alexander Bolshunov     | + 38 s 1      |
| 8   | Naoto Baba              | + 39 s 6      |
| 9   | Didrik Tønseth          | + 41 s 1      |
| 10  | Artem Maltsev           | + 51 s 1      |

| Pos | Nom               | Temps          |
| --- | ----------------- | -------------- |
| 1   | Heidi Weng        | 35 min 41 s 2  |
| 2   | Ebba Andersson    | + 7 s 0        |
| 3   | Delphine Claudel  | + 28 s 5       |
| 4   | Natalia Nepryaeva | + 32 s 3       |
| 5   | Sophia Laukli     | + 49 s 9       |
| 6   | Krista Pärmäkoski | + 59 s 9       |
| 7   | Novie McCabe      | + 1 min 4 s 4  |
| 8   | Kerttu Niskanen   | + 1 min 5 s 3  |
| 9   | Teresa Stadlober  | + 1 min 8 s 8  |
| 10  | Tatiana Sorina    | + 1 min 15 s 0 |